# 歳月 (小説)
『歳月』（さいげつ）は、司馬遼太郎の歴史小説で、1968年（昭和43年）1月から1969年（昭和44年）11月まで「小説現代」に、「英雄たちの神話」の原題で連載された。
明治初期の太政官政府で初代司法卿（のち司法大臣を経て法務大臣）であった江藤新平の生涯を描く。
1990年のNHK大河ドラマ『翔ぶが如く』では、原作の一部となった。

## あらすじ
幕末、京都の長州藩邸を一人の脱藩浪人が訪ねる。藩邸の前で空気を切り裂くような言葉を発して、歴史の表舞台に登場したその男の名前は、江藤新平。彼は桂小五郎や伊藤博文らと交わりを持ち、名を挙げる。彼の出身藩である肥前佐賀藩は慎重な姿勢をとりつづけていたが、大政奉還により成立した新政府の一勢力として動き始める。

新政府によって東京に呼び寄せられた新平は、司法卿となり、民法典の作成や司法制度の整備のために働くと同時に、長州勢力の不正を追及していく。1873年（明治6年）、征韓論を巡り新政府は内部で対立する。西郷隆盛らとともに征韓派となっていた新平は下野する。故郷の佐賀に帰った新平を待っていたのは、新政府への反乱を企図する不平士族たちであった。そして、明治政府内で唯一、江藤の才能に匹敵する男、大久保利通は、同じ才能を持つ者にして自ら新国家を作る野心家の江藤を危険視し、弾圧することを決意する……。
佐賀藩という明治維新に遅れて参加した大藩の最下層出身から一挙に新政府の中枢に座り、屈指の頭脳を持ちながら、その頭脳と特異な性格ゆえに急転落していくかのような悲劇的な生涯を終えた一人の天才政治家を描く。

## 刊行書誌
- 『歳月』講談社 1969年
- 『歳月』講談社文庫 1971年、改版（上下） 2005年
- 『司馬遼太郎全集23　歳月　殉死』文藝春秋 1972年